# Helge Lindblad
Helge Albin Emanuel Lindblad, född 8 maj 1896 i Malmö Sankt Petri församling, Malmö, död 19 juni 1980 i Limhamns församling, Malmö, var en svensk målare, tecknare och teckningslärare.
Han studerade vid Högre konstindustriella skolan i Stockholm. Hans konst består av blomsterstilleben och landskapsmålningar samt mönsterritningar för konstsmiden i järn och koppar. Vid sidan av sitt eget skapande var han verksam som teckningslärare i Malmö. Lindblad är begravd på Sankt Pauli mellersta kyrkogård i Malmö.